# Onthophagus psychopompus
Onthophagus psychopompus là một loài bọ cánh cứng trong họ Bọ hung (Scarabaeidae).